# Wilsberg: Achtsam bis tödlich

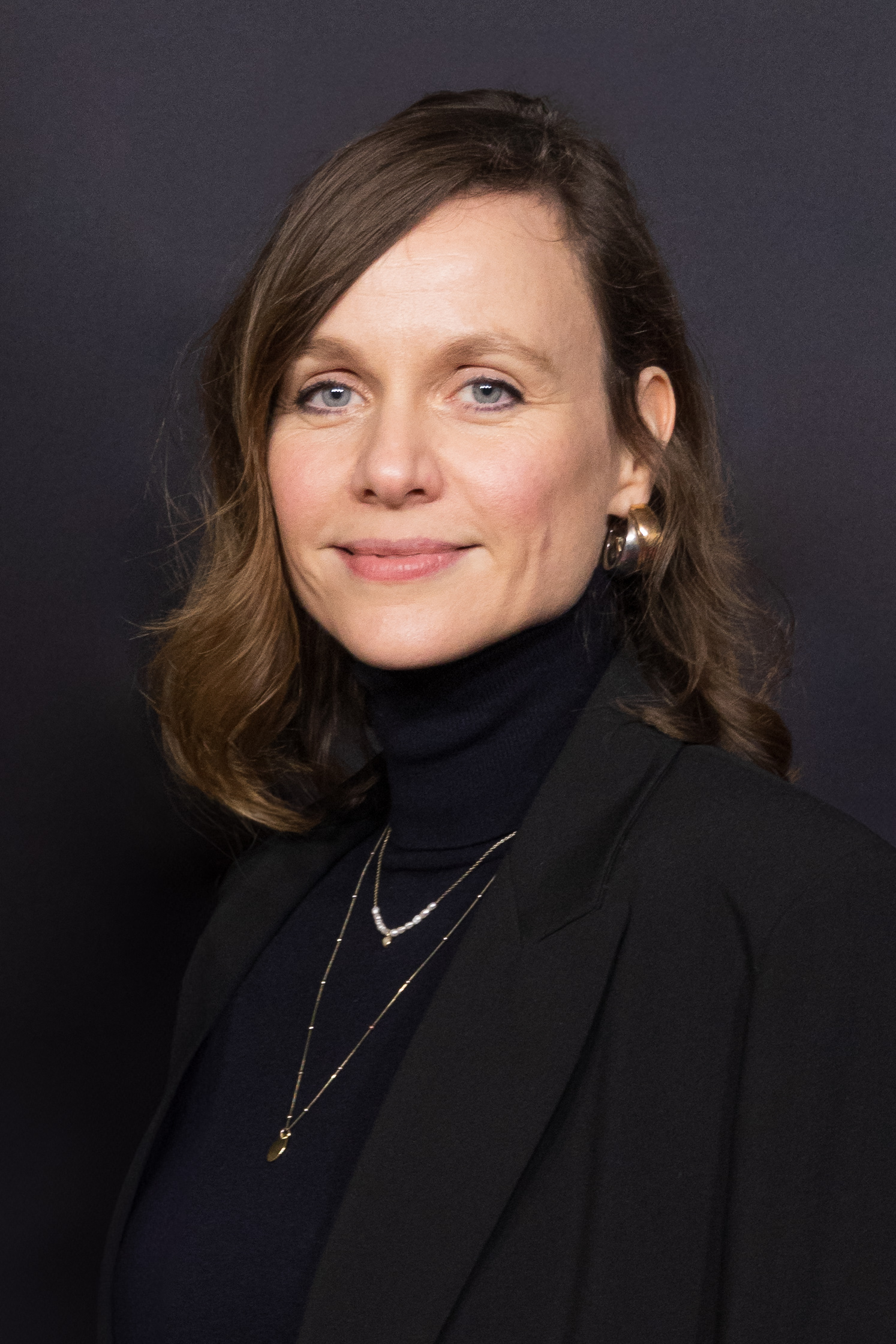
Nadja Becker spielt Ekkis Exfreundin Silke (Foto von 2024)

Achtsam bis tödlich ist die 85. Folge der Fernsehfilmreihe Wilsberg. Die Folge ist seit dem 1. Februar 2025 in der ZDFmediathek verfügbar und ist am 8. Februar 2025 im Samstagabendprogramm des ZDF erstausgestrahlt worden.

## Handlung
Ekki steht kurz vor dem Burnout, sodass Georg und Tessa ihm eine Auszeit vorschlagen. Sie setzen ihn kurzerhand auf einem Hof außerhalb der Stadt ab, auf dem das Pärchen Linus und Lena vor ein paar Jahren ein Selbstfindungsretreat ins Leben gerufen haben. Hier hilft man sich gegenseitig und unterstützt soziale Projekte. Nach ersten positiven Erfahrungen muss Ekki feststellen, dass er die Unterkunft mit seiner Exfreundin Silke teilen muss. In Münster wird Tessa mittlerweile verdächtigt, etwas mit dem Tod von Bertram Winterberg in ihrer Kanzlei zu tun zu haben, der sich ihr kurz zuvor körperlich genähert hat und wenig später mit einer Kopfwunde tot auf dem Boden lag. Georg erfährt von der Witwe des Anwalts, dass er halbtags Mandanten für wenig Geld oder pro bono vertrat, was den Kanzleipartnern nicht gefiel. Zudem bekam Winterberg zum 50. Geburtstag von seiner Frau einen Gutschein fürs Selbstfindungsretreat.
Overbeck gibt im Gefängnis ehrenamtlich Philosophiekurse und lernt dort David Blumenfeld kennen, der behauptet, er sitze unschuldig für den Mord an seiner Freundin Ronja ein, die auf dem Retreathof erdrosselt wurde. Sein Anwalt habe ihm damals davon abgeraten, das Urteil anzufechten. Der Kommissar glaubt ihm und findet heraus, dass Winterberg Davids Anwalt war und jetzt die Akte des Falls ausgeliehen hat, die jedoch nicht auffindbar ist. Tessa findet in Winterbergs Büro Fotos, die den Anwalt mit einer Affäre zeigen, welche von Overbeck als Ronja identifiziert wird. Winterbergs Witwe sagt, dass er ihr dies bereits offenbart hatte, da er beim Retreat von der dort gelebten offenen Liebe inspiriert worden sei.
Auf dem jetzigen Retreat versteht sich Ekki immer besser mit Silke und findet Gefallen an Aktivitäten mit seiner Patentochter. Bei der Unterstützung mit Silkes Buchhaltung fallen Ekki die hohen Stromkosten auf, die auf einen Serverturm zurückzuführen sind, den Linus bei ihr im Nagelstudio – angeblich wegen des Hostings der Homepage – aufgestellt hatte. Mit Merles Hilfe finden Ekki und Georg heraus, dass Linus den Server für diverse Onlineshops benutzen, über die er unter anderem die von den Retreatteilnehmern hergestellten Kunstwerke teuer verkaufte. Als Ekki Linus damit konfrontiert, sperrt dieser ihn in der Sauna ein. Georg kann seinen Freund jedoch wenig später befreien, die Polizei nimmt das Pärchen fest.
Beim Verhör stellt sich schließlich heraus, dass Lena Ronja umgebracht hat, weil sich Linus in sie verliebt hatte. Danach versuchte sie, Winterberg mit Fotos zu erpressen, damit dieser David Blumenfeld ihrer statt ans Messer liefere. Georg erkennt, dass Davids Mutter – eine Teilnehmerin des aktuellen Retreats – ihre eigenen Ermittlungen anstellte. Sie gesteht Georg, dass sie Winterberg in der Kanzlei zur Rede gestellt habe. Dieser wollte aufgrund einer hohen Abfindung der Kanzleipartner zur Imagewahrung nicht mehr mit der Wahrheit an die Öffentlichkeit. Winterberg sei dann handgreiflich geworden, worauf sie sich gewehrt habe.

## Produktion
Die Dreharbeiten fanden in der Zeit vom 10. Oktober 2023 bis zum 12. Dezember 2023 in Nordrhein-Westfalen statt.
Den Running Gag Bielefeld findet der Zuschauer in der 51. Minute, als Ekkis Vorgesetzter Grabowski von einem wichtigen Videocall mit Bielefeld spricht.

## Rezeption

### Kritiken
Das Team der TV Spielfilm gibt dem Film einen Daumen nach oben und schreibt: „Thematisch spannende Folge mit vielen Schauplätzen.“
Tilmann P. Gangloff gibt dem Film auf tittelbach.tv insgesamt 4 von 6 Sternen. Der Kritiker bewertet den Film als abwechslungsreichen und gut gespielt. Er lobt die Dialoge von Autor Markus B. Altmeyer, der hierbei mehrfach philosophische Aphorismen einbaut. Wie Altmeyers vorherige Drehbücher zu anderen Wilsberg-Folgen, würde auch diesmal eine gute Folge resultieren. Es gebe in dieser Folge mehrere überraschende Wendungen und es bleibe bis kurz vor Schluss offen, wer den Anwalt ermordete.
Oliver Armknecht bewertete den Film auf film-rezensionen.de mit 6 von 10 Punkten. Die hohe Krimikunst sei diese Folge zwar nicht, aber doch recht amüsant, wenn schräge Figuren zusammenkommen und genüsslich verspottet werden. Auch wenn der Fall – wie bei Wilsberg so oft – ziemlich konstruiert sei und man das Gefühl habe „dass die Welt sehr klein ist und irgendwie alle mit allen zusammenhängen“, sei diese Folge mit ihren netten Wendungen und Überraschungen durchaus unterhaltsam.

### Einschaltquote
Bei der Erstausstrahlung des Films am 8. Februar 2025 schalteten 6,23 Millionen Zuschauer in Deutschland das ZDF ein. Dies entsprach einem Marktanteil von 24,9 % für den Sender.